# سد لار
سد لار، سدی خاکی با هسته رسی در محل تلاقی دو رودخانه لار و دلیچای در دشت لار (دشت شقایق‌های وحشی) و در دامنه کوه دماوند است. این سد در دهستان بالا لاریجان بخش لاریجان شهرستان آمل و در ۷۵ کیلومتری شمال تهران و ۱۰۰ کیلومتری جنوب آمل قرار دارد.
حجم مخزن سد لار ۹۶۰ میلیون متر مکعب بوده و متوسط آورد آب سالانه آن ۴۸۱ میلیون متر مکعب است.مطالعات احداث این سد از سال ۱۳۳۰ آغاز شد. شرکت لکساندر گیپ طراح سد بود و پیمانکار ساخت سد شرکت ایتالیایی ایمپرجیلو بود. در جایابی و احداث سد اشتباهات و کم‌کاری‌هایی انجام شد و سد بدون اقدامات محافظتی بر روی ساختار آهکی شکسته شده جایابی و ساخته شد و در سال ۱۳۶۱ به بهره‌برداری رسید.
این سد در سال ۱۴۰۴ تنها حدود ۷٪ از ظرفیت مخزن آن پر بوده‌است.

## اهداف و تاریخچه
سد لار به منظور تأمین آب کشاورزی و شرب طراحی شد. طبق طرح این سد خط انتقال آب سد لار به نیروگاه کلان و محله سوهانک تهران (و سد لیتیان) با تونلی به طول ۲۰ کیلومتر ساخته شد. در مسیر این خط انتقال آب نیروگاه کلان ساخته شد که ظرفیت تولید ۱۵۰ هزار مگاوات ساعت انرژی برق آبی در سال را دارد.
از سد لار بیش از آبی که مورد استفاده قرار می‌گرفت، فرار و نشت آب به زمین رخ می‌داد. برای حل این مشکل تونل انتقال آب جدیدی به طول ۲۸ کیلومتر برای انتقال آب به سد لتیان طراحی و اجرا شد.

## گردش و اقامت در دشت لار

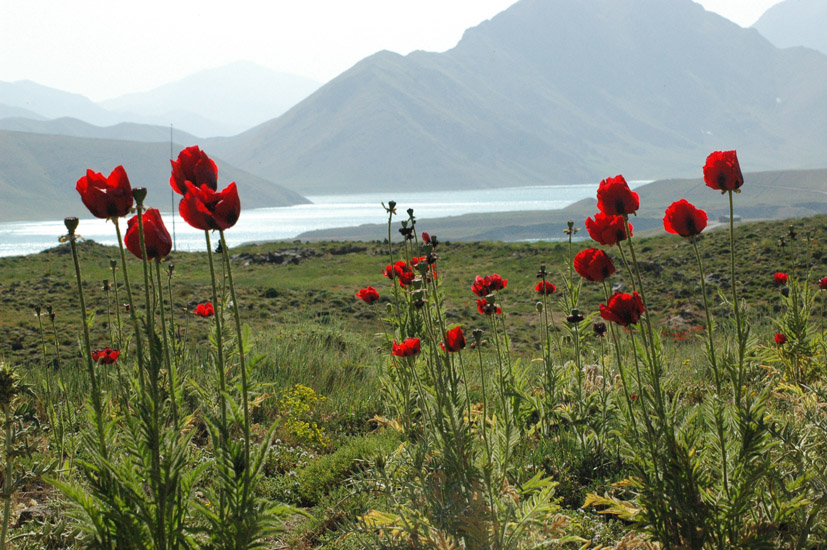
نمایی از دریاچه سد لار

دریاچه سد لار به دلیل نزدیکی به کوه دماوند و واقع بودن در منطقه دشت لار به یکی از گردشگاه‌های استان مازندران تبدیل شده است که در سالهای اخیر به عنوان مراکز پرورش ماهی قزل‌آلا و ماهیگیری و همچنین ورزشهایی چون اسکی روی آب از آن استفاده می‌شود.
اطراف این دریاچه در ماه اردیبهشت مملو از شقایق می‌شود که بر زیبایی‌های این منطقه می‌افزاید.
در فصل بهار و تابستان می‌توانید در اطراف سد لار کمپ بزنید. در غیر این صورت می‌توانید از اقامتگاه‌های عشایری دشت لار (واقع در دشت لار و همراه تورهای عشایری) یا کمپ کوهستانی پلور (در شهر پلور و مخصوص کوهنوردان) استفاده کنید.

## فرار آب از سد لار
سد لار رکورد فرار آب از یک سد را در دنیا دارد و در هر سال به‌طور متوسط ۲۵۰–۲۲۰ میلیون متر مکعب در غار بزرگ زیرزمینی درون سنگ‌های آهکی کف دریاچه سد فرومی‌رود. از همان ابتدای پس از آبگیری سد در سال ۱۳۶۱ عنوان شد که سد یک‌سوم آب موجود خود را حفظ می‌کند و دوسوم دیگر را از کف و دیواره سد در عمق ۲۰۰ متری به دلیل کارستی بودن سنگ‌های آهکی کف سد از دست می‌دهد. در طول سال‌های پس از آبگیری عملیات‌هایی برای جلوگیری از فرار آب و علاج بخشی به سد انجام شد ولی فقط موفق به کاهش سرعت فرار آب از کف سد شدند.
بخشی از آب نشت کرده از سد لار از طریق چشمه‌هایی در شمال و در مازندران از کوه خارج می‌شود و در چند ماه به استفاده کشاورزی می‌رسد و در سایر ماه‌ها به دریا می‌ریزد. محل فرار آب تکیه گاه راست سد است و عوامل زمین‌شناسی نظیر فعالیت‌های آتشفشانی و خردشدگی (سنگ آهکی بستر) باعث افزایش گذرگاه‌های جریان آب در آن شده است.
درنتیجه فرار آب از سد لار، سطح آب دریاچه به ارتفاع لازم برای انتقال آب مورد نیاز به تهران از طریق تونل‌های احداث شده (تونل لار-کلان) نرسید و مهم‌ترین هدف ساخت سد لار که رفع کمبود فزاینده آب موردنیاز تهران و شهرهای مرکزی استان مازندران بود، برآورده نشده.

### کم‌کاری و اشتباه شرکت طراح سد لار

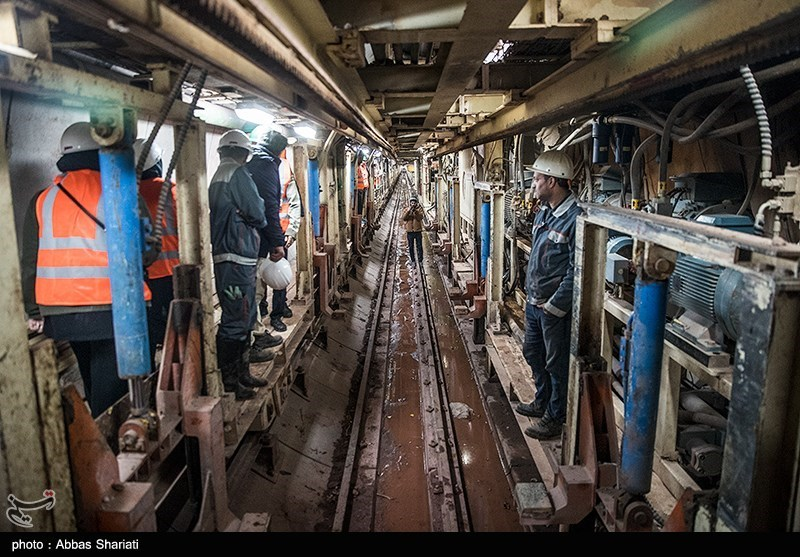
تونل انتقال آب سد لار به لتیان

در سد سازی طبق استانداردها و قواعد بین‌المللی، در جاهایی که جنس زمین آهک شکسته است، ابتدا زمین را که صاف می‌کنند و باید تعداد زیادی چاه بزنند و یک پرده عایق آب تزریق کرده و ایجاد کنند که آب فرار نکند اما این پرده تزریق را اجرا نکرده بودند، چون کسی که طرح سد را داده بود، پسر مدیرعامل شرکت ایمپرجیلو بود. او دانشجوی دوره دکترا بود و برای تز دکترایش سد لار را انتخاب کرده بود. آنها محل سد را اشتباه انتخاب کرده بودند و دوم اینکه تزریق را نیز انجام نداده بودند. گفته بودند اول تونل را می‌سازیم، اگر آب دررفت بعد تزریق می‌کنیم؛ در حالی که اول باید این تزریق صورت می‌گرفت و بعد بارگذاری انجام می‌شد. بارگذاری‌ای که اول انجام شده، باعث شد آهک شکسته و ترد در زیرِ زمین قاچ و ترک بخورد و آبی که می‌آمد، فرار کند.

### شکست علاج بخشی نشت آب
با ناموفق بودن طرح‌های جلوگیری از فرار آب از سد لار، تصمیم به اجرای طرح جایگزین انتقال مستقیم آب سد لار توسط تونلی ۲۸ کیلومتری به سد لتیان گرفته شد تا تخصیص ۳۰۰–۳۳۰ میلیون متر مکعبی تهران از این سد تأمین شود. طبق پیش‌بینی‌ها با اجرای این طرح ۱۵۰ میلیون متر مکعب از فرار آب از سد لار کاهش خواهد یافت (و فرار آب به حدود ۷۰ الی ۱۰۰ میلیون متر مکعب می‌رسد).

## خشکسالی سد
بر اساس گزارش‌ها، حجم آب ذخیره‌شده در سد لار نسبت به سال گذشته، کاهش قابل‌توجهی داشته و اکنون فقط حدود ۷٪ از ظرفیت آن پر است، که نشان‌دهنده سقوط بیش از ۹۰٪ و ظرف مدت کوتاهی است. این وضعیت می‌تواند دسترسی به منابع آب قابل شرب و کشاورزی در مناطق تحت پوشش سد، از جمله بخش‌های شرقی تهران را، با مخاطره جدی مواجه سازد.